# Kurokopteryx
Kurokopteryx es un género de pequeñas polillas metálicas primitivas de la familia Micropterigidae.

## Especies
- Kurokopteryx dolichocerata Hashimoto, 2006